# Симонов Євген Рубенович
Євге́н Рубе́нович Си́монов (рос. Евгений Рубенович Симонов; 21 червня 1925 — 3 серпня 1994) — радянський театральний актор, режисер і педагог. Народний артист СРСР (1975).

## Нагороди і почесні звання
- орден Леніна (1985);
- орден Трудового Червоного Прапора (1981);
- медалі;
- Народний артист СРСР (1975);
- Народний артист РРФСР (1969);
- Заслужений артист РРФСР (1961);
- лауреат Державної премії СРСР (1981);
- лауреат Державної премії РРФСР імені К. С. Станіславського (1975).